# История освоения минеральных ресурсов Австралии

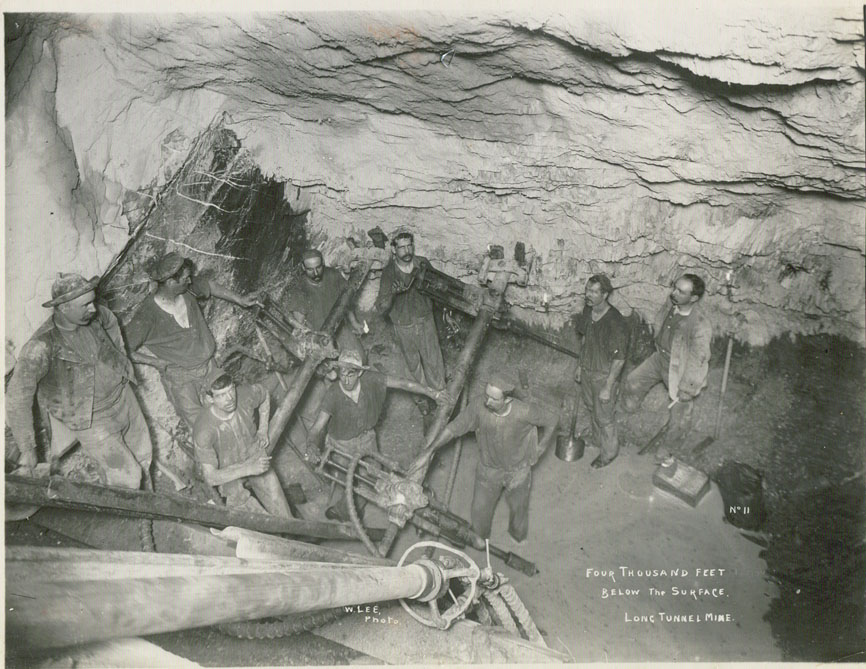
Подземные горные работы на Валхалле, Виктория в 1910 году.

Древнейшие свидетельства обработки камня в Австралии относятся к эпохе верхнего палеолита. Интересной особенностью этого региона является то, что до прихода на континент европейцев (XVII век) использование минеральных ресурсов практически отсутствовало. Горнодобывающая промышленность зарождается в 1790-е годы, её появление связано с добычей угля близ Ньюкасла в Новом Южном Уэльсе. В 1840-е годы открыты месторождения медных и свинцовых руд, в 1850-е — золота. Последнее привело к «золотой лихорадке» на континенте (особенно в штате Виктория), на рудниках работали до 150 тыс. старателей. В 1851—1865 годах месторождения в штатах Виктория и Новый Южный Уэльс ежегодно давали около 71 т золота. Медь впервые стали добывать в районе Капанда — Барра в Южной Австралии в 1840-х годах. В 1860-е годы Австралия вышла на 3-е место в мире по добыче медных руд. Тогда же начинают разрабатываться угольные и железорудные месторождения в Новом Южном Уэльсе.
В 1872—1873 годах страна становится ведущим мировым производителем олова, которое добывали на Тасмании. В конце 1880-х годов страна занимает 1-е место в мире по добыче 11 тыс. т олова в год. С открытием богатых серебряных месторождений Брокен-Хилл в Новом Южном Уэльсе в 1882 году начался «серебряный бум».
В конце XIX века в результате открытия новых месторождений (Калгурли, Кимберли, Маунт-Морган) опять оживляется золотодобывающая промышленность. Максимальный объём добычи золота (56,7 т в год) приходится на 1903—1904 годы. В это время в Лондоне действовали около 300 кампаний по разработке австралийских месторождений золота. В 1901—1911 годах добыто более 18% тогдашней мировой добычи золота. На рудниках использовали драги, песочные элеваторные насосы, применяли технологии переработки песков методами флотации и цианирования.
В 1910-е годы начинается интенсивная добыча бурого угля в штате Виктория. Для экономического развития Австралии, и в частности её горной промышленности, особенно большое значение имело создание единого рынка после образования Австралийского Союза в 1901 году; рост трудовых ресурсов благодаря широкомасштабной иммиграции после Второй мировой войны; открытие в Азии новых рынков сбыта для австралийского железняка, бокситов, каменного угля и т.п. С 1950 года разведка полезных ископаемых расширилась. В 1960-х годах были сделаны важные открытия, особенно на территории докембрийского щита Западной Австралии и в осадочных бассейнах. В результате этого впервые после золотой лихорадки 1850-х годов произошел гигантский бум горнодобывающей промышленности. В 1960—2000 годах добыча полезных ископаемых в Австралии постоянно расширялась. Финансирование горнодобывающих кампаний осуществлялось за счёт капиталов Японии, США и Великобритании, а также самой Австралии. Наиболее активная деятельность развернулась в Западной Австралии, особенно по добыче железной руды. В 1980 году восемь из десяти ведущих монополий Австралии были связаны с добычей полезных ископаемых и использованием природных ресурсов. Первое место среди них занимала компания ВНР. В конце 1998 года уже только две из десяти ведущих монополий страны были связаны с добычей полезных ископаемых и использованием сырья. Среди них ВНР занимала четвёртое место, а Рио-Тинто - девятое. В конце XX века Австралия входила в пятерку крупнейших в мире производителей золота, цинка и свинца, была одним из крупнейших производителей и экспортёров угля, алюминия, меди, титановой руды, уран, алмазов, опала, имела разведанные большие запасы нефти и природного газа.
В начале XXI века Австралия сохраняет свои позиции в горной отрасли. Она имеет высокоразвитую угольную, железорудную, марганцево-, золото-, никель- и титанодобывающую, бокситовую, вольфрамовую, меднорудную, оловянную, свинцово- цинковую, урановую и горнохимическую промышленность. Добывается пирит, тальк, природные битумы, асбест, циркон, монацит, висмут, тантал, алмазы, строительное сырьё, драгоценные и поделочные камни. Австралия является мировым ведущим производителем программного обеспечения выполнения горных работ. Горнодобывающая промышленность дает более 1/3 всей промышленной продукции страны и имеет экспортную направленность. Австралийское минеральное сырьё экспортируется более чем в 100 стран мира, в первую очередь — в страны Азии. Австралия сегодня является одним из крупнейших в мире экспортёров угля, железных руд, бокситов, алмазов, свинца и цирконового концентрата, урана, золота и алюминия. Добывает до 95% опала в мире. В конце XX века крупнейшей отраслью добывающей промышленности является угольная, на долю каменного угля приходится 10% австралийского экспорта, второй по значению является алюминиевая подотрасль. Горно-геологические кадры готовят в 17 университетах всех штатов страны. Наиболее известные из них — университет Нового Южного Уэльса (Сидней, 1948 год), Флиндерс (Аделаида, 1966 год), Макуори (Сидней), Монаш (Мельбурн), университет Западной Австралии и др.